# Tango (Strawinsky)
Tango ist ein Musikstück für Klavier von Igor Strawinsky aus dem Jahr 1940, das er zunächst für Klavier komponierte. Später entstanden jedoch auch Arrangements für unterschiedliche instrumentale Besetzungen. Heute gehört das Stück zu Strawinskys beliebtesten Klavierwerken und dient oft als Zugabe in klassischen Konzerten. Zugerechnet wird das Werk seiner neoklassizistischen Schaffensphase. Nach der ursprünglichen Klavierfassung veröffentlichte der Komponist 1953 eine Bearbeitung für Kammerorchester.

## Hintergrund
1940 befand sich Strawinsky in den USA, in die er 1939 nach Beginn des Zweiten Weltkriegs ausgewandert war. Der Tango soll sein erstes dort komponiertes Stück gewesen sein. Strawinsky war in jener Zeit in einer pessimistischen Stimmung, seine Frau war 1939 gestorben, er litt in den USA unter Geldmangel, weil er keine Stelle als Musiklehrer fand und auch sein Englisch nicht so gut war. So komponierte er mehrere kleine gefällige Stücke, die etwas Geld bringen sollten. Mit dem damals in Europa in Mode kommenden Tango hatte sich Strawinsky bereits 1919 befasst. In seiner Theatermusik Histoire du soldat (Geschichte vom Soldaten), in der ein Tango erst in einen Walzer und schließlich in einen Ragtime übergeht, erscheint der Tanz bei ihm zum ersten Mal in seinem revolutionären Musikstil. Der Tango von 1940 ist jedoch als ein leichtes, gefälliges Stück, aber mit einem dunklen Charakter aufzufassen, das sich gut verkaufen ließ. Um ihn besser vermarkten zu können, wollte der Komponist noch Versionen für verschiedene Besetzungen, darunter auch für eine Jazzband, herstellen. Es blieb aber bei drei Transkriptionen, zwei für Kammerorchester und eine für Violine und Klavier. Bereits 1941 bearbeitete der Pianist, Arrangeur und bis 1933 Leiter des UFA-Filmmusikorchesters in Babelsberg, Felix Guenther, den Tango für Big Bands. Uraufgeführt wurde diese Version am 10. Juli 1941 vom Benny Goodman Orchestra unter der Leitung von Benny Goodman.

## Musikalische Struktur
Strawinsky wählt für sein Stück eine kurze dunkel gefärbte Einleitung, entsprechend der dichten Atmosphäre, die dieser intime Tanz hervorrufen kann. In der Tonart d-Moll besteht sie aus synkopierten 4/4-Takten. Als Tempo gibt der Komponist ein Tempo di Tango vor. Nach den acht Takten der Einleitung folgt das erste Thema, das mit Blue Notes seine tangoartige Klangfarbe erhält und sich über ebenfalls acht Takte erstreckt. Die romantische Wirkung wird durch Kadenzen verstärkt. Die Begleitung durch die linke Hand besteht zunächst aus kontrapunktischen Bassakkorden, später auch die Melodie aufnehmende Tonfolgen. Weitere 16 Takte variieren das Thema mit einer Wiederholung. Dann wechselt die Tonart zu D-Dur und ein Trio dolce cantabile (sanft singend) folgt. Dieser mittlere Teil geht ebenfalls über 16 Takte, spielt zunächst auf den rhythmisch und klanglichen Charakter bekannter argentinischer Tangoorchester der 1930er Jahre an, die Stücke wie La Cumparsita oder El Choclo aufführten, wird dann aber harmonisch so verändert, dass Strawinskys bekannte moderne Harmonik wieder deutlicher anklingt. Danach folgt wieder das erste Thema, und zum Schluss als Coda die düster gestimmten weltmüden acht Takte mit den harten Akkorden aus der Einleitung. Die Spieldauer der Klavierversion dauert etwa dreieinhalb Minuten.

## Publikationen (Auswahl)
- Igor Stravinsky: Tango: 1940, instr. 1953. B. Schott’s Söhne, Mainz 1954, OCLC 473314656 (Partitur).

## Hörprobe und Weblinks
- Strawinskys Tango in der Orchesterfassung mit dem Budapester Festivalorchester unter Ivan Fischer und als Klavierstück mit Polly Ferman
- Igor Stravinsky – Tango, for chamber orchestra bei AllMusic (englisch)
- K062 Tango. In: K Catalog. kcatalog.org, 24. März 2016, abgerufen am 22. Januar 2017 (britisches Englisch).